# Roland Petit

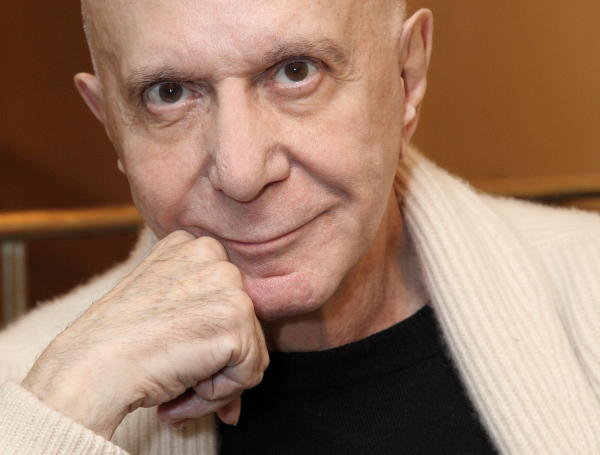
Roland Petit (2009)

Roland Petit (* 13. Januar 1924 in Villemomble im Département Seine-Saint-Denis nordwestlich von Paris; † 10. Juli 2011 in Genf) war ein französischer Tänzer und Choreograf von internationalem Ruf.

## Frühe Karriere
Roland Petit, dessen Vater ein Bistro führte, fing im Alter von neun Jahren an zu tanzen und kam an die Ballettschule des Ballet de l’Opéra de Paris, wo die späteren Stars Leslie Caron und Violette Verdy zu seinen frühen Partnerinnen gehörten. Nach Kriegsende verließ er die Oper und gründete 1948 seine eigene Kompanie, Les Ballets de Paris de Roland Petit. Aus dieser Zeit stammt seine bekannteste Choreografie, Carmen (1949), mit Renée „Zizi“ Jeanmaire in der Titelrolle, die 1954 seine Ehefrau wurde. Mit ihr hatte er auch eine Tochter, Valentine.

## Stil
Petit lässt sich der Nouvelle Vague des französischen Tanzes zuordnen, die eine Abwendung von der rein klassischen Formensprache verwirklichte. Tendenziell überwog bei ihm das Handlungsballett, obwohl er auch abstrakte Stücke schuf. Fantastische, märchenhafte Elemente mischten sich mit Realismus in Inhalt und Darstellung.
Seine Choreografien waren rasant, witzig und sehr theaterwirksam: er baute etwa akrobatische Elemente und Pantomime ein und verwandte moderne, im Alltag gebräuchliche Requisiten. Auch Gesangseinlagen wurden eingestreut. So war eine genreübergreifende Nähe zum Musical und Musikfilm von Anfang an gegeben. Petit choreografierte in der Folge auch für Ausstattungsrevuen und Filme wie z. B. Daddy Long Legs mit Fred Astaire, den er sehr schätzte, und das Filmmusical Anything Goes.

## Späteres Schaffen
1960 wandte sich Petit wieder mehr dem traditionellen Bühnentanz zu, als er den Auftrag erhielt, die „Festivals populaires de ballet“ am Théâtre national de Chaillot im Pariser Stadtviertel Chaillot zu leiten. Petit arbeitete mit vielen verschiedenen Kompanien, wie dem damaligen Sadler's Wells Ballet (dem heutigen Royal Ballet) und dem Königlich Dänischen Ballett zusammen.
Von 1970 bis 1975 war er Geschäftsführer und Eigentümer des Revuetheaters Casino de Paris. 1972 gründete er das Ballet de Marseille, das er bis einschließlich 1997 leitete. 1992 entstand dort auch eine Ballettschule. Petit veröffentlichte 1993 seine Memoiren unter dem Titel J'ai dansé sur les flots. Sein letztes, 2004 auf die Bühne gebrachtes Werk, das sich mit dem eigenen kreativen Prozess im Lauf seiner Karriere auseinandersetzt, trägt den Titel Les chemins de la création. Im Jänner 2009 feierte er mit seiner Ballett-Version der Fledermaus einen großen Premierenerfolg an der Wiener Staatsoper.
Roland Petit starb im Alter von 87 Jahren und wurde auf dem Cimetière du Montparnasse (13. Division) beigesetzt. Zu ihm wurde seine 2020 verstorbene Ehefrau Zizi Jeanmaire gebettet.

## Zusammenarbeit
Für seine Produktionen tat sich Petit mit anderen berühmten Kreativen zusammen: Marcel Landowski, Gabriel Yared und Henri Dutilleux schrieben Ballettmusiken, ein eigens choreografiertes Ballett fand unter Bühnenmitwirkung von Pink Floyd statt, die Modeschöpfer Yves Saint Laurent und Christian Dior entwarfen Kostüme für ihn und Künstler wie Pablo Picasso, Niki de Saint Phalle und Max Ernst schufen Bühnenbilder für seine Ballette. Auch bei den Libretti finden sich große Namen: Georges Simenon, Jean Anouilh und Jacques Prévert.

## Werke (Auswahl)

### Choreographien
- Le jeune homme et la mort (1946)
- Les Demoiselles de la nuit (1948)
- Les forains (1948)
- Carmen (1949)
- Ballabile (1950)
- Le loup (1953)
- Notre-Dame de Paris (1965)
- L'Eloge de la folie (1966)
- Les Affinités électives (1966)
- Paradise Lost (1967)
- Proust, ou les Intermittences du cœur (1974)
- L'arlésienne (1974)
- Coppélia (1975)
- Symphonie phantastique (1975)
- Le phantôme de l'Opéra (1980)
- Les amours de Frantz (1981)
- The Blue Angel (1985)
- Clavigo (1999)
- Duke Ellington (2001)
- Les chemins de la création (2004)

### Autobiografie
- J'ai dansé sur les flots, Grasset, Paris 1993, ISBN 2-246-44931-6